# 바둑 규칙
바둑 규칙에는 크게 일본 규칙과, 중국 규칙이있다.

## 역사
- 원시기법
- 환기두
- 순장바둑
- 티베트 바둑

## 현대 규칙
- 일본의 바둑 규칙
- 한국의 바둑 규칙
- 중국의 바둑 규칙
- 대만의 바둑 규칙